# アルファドリーム
株式会社アルファドリーム（英: ALPHADREAM CORPORATION）は、かつて存在した日本のゲームソフト開発会社。

## 概要
1991年5月に内外装工事を目的にメンテ友アンド愛（メンテゆうアンドあい）として設立。2000年1月12日にアルファスターソフトへ商号変更したと同時に、ゲームソフト開発へ業態転換。同年7月に商号をアルファドリームへ変更した。
スクウェア（現：スクウェア・エニックス）で代表取締役社長を務めた水野哲夫、『スーパーマリオRPG』のディレクターなどを務めた藤岡千尋などが中心メンバーとなっていた。ゲームミュージックに関しては、スクウェア元社員で、当社の社員と親交が深かった下村陽子を作曲スタッフとして外注契約することが多かった。
任天堂と親密な関係にあり、マリオ&ルイージRPGシリーズの開発を主に行っていたほか、『とっとこハム太郎』のキャラクターゲームシリーズ（“4”以降）などの開発を担当していた。2019年にはフォワードワークスの受注によりスマートフォン向けゲームアプリの開発にも着手していた。
人件費の高騰・赤字決算・債務超過などで経営不振に陥り、その後の業績回復もなく事業の継続が困難であるとして2019年10月1日に東京地方裁判所から破産手続開始決定を受け、倒産となった。

## 開発ゲームソフトウェア
| タイトル                                                                   | 発売年 | プラットフォーム       | 発売元                       |
| -------------------------------------------------------------------------- | ------ | ---------------------- | ---------------------------- |
| コトバトル 天外の守人                                                      | 2001年 | ゲームボーイカラー     | 自社発売                     |
| トマトアドベンチャー                                                       | 2002年 | ゲームボーイアドバンス | 任天堂                       |
| とっとこハム太郎4 にじいろ大行進でちゅ                                     | 2003年 | ゲームボーイアドバンス | 任天堂                       |
| マリオ&ルイージRPG                                                         | 2003年 | ゲームボーイアドバンス | 任天堂                       |
| とっとこハム太郎 ハムハムスポーツ                                          | 2004年 | ゲームボーイアドバンス | 任天堂                       |
| とっとこハム太郎 ナゾナゾQ 雲の上の?城                                     | 2005年 | ニンテンドーDS         | 任天堂                       |
| マリオ&ルイージRPG2                                                        | 2005年 | ニンテンドーDS         | 任天堂                       |
| 流した四角は星の数                                                         | 2007年 | BREW                   | モブキャスト                 |
| とっとこハム太郎 は〜い! ハムちゃんずのハムハムチャレンジ! あつまれは〜い! | 2007年 | ニンテンドーDS         | マーベラスインタラクティブ   |
| マリオ&ルイージRPG3!!!                                                     | 2009年 | ニンテンドーDS         | 任天堂                       |
| PostPetDS 夢見るモモと不思議のペン                                         | 2009年 | ニンテンドーDS         | マーベラスエンターテイメント |
| マリオ&ルイージRPG4 ドリームアドベンチャー                                 | 2013年 | ニンテンドー3DS        | 任天堂                       |
| マリオ&ルイージRPG ペーパーマリオMIX                                       | 2015年 | ニンテンドー3DS        | 任天堂                       |
| マリオ&ルイージRPG1 DX                                                     | 2017年 | ニンテンドー3DS        | 任天堂                       |
| マリオ&ルイージRPG3 DX                                                     | 2018年 | ニンテンドー3DS        | 任天堂                       |
| けだまのゴンじろー フィットエンドラン                                      | 2019年 | iOS / Android          | フォワードワークス           |
| マリオ&ソニック AT 東京2020オリンピック                                    | 2019年 | Switch                 | セガ                         |